# 133161 Ruttkai
133161 Ruttkai este un asteroid din centura principală de asteroizi.

## Descriere
133161 Ruttkai este un asteroid din centura principală de asteroizi. A fost descoperit pe 24 august 2003 la Piszkesteto de Krisztián Sárneczky și Brigitta Sipőcz. Asteroidul prezintă o orbită caracterizată de o semiaxă mare de 2,99 ua, o excentricitate de 0,05 și o înclinație de 10,0° în raport cu ecliptica.